# Humble Pie

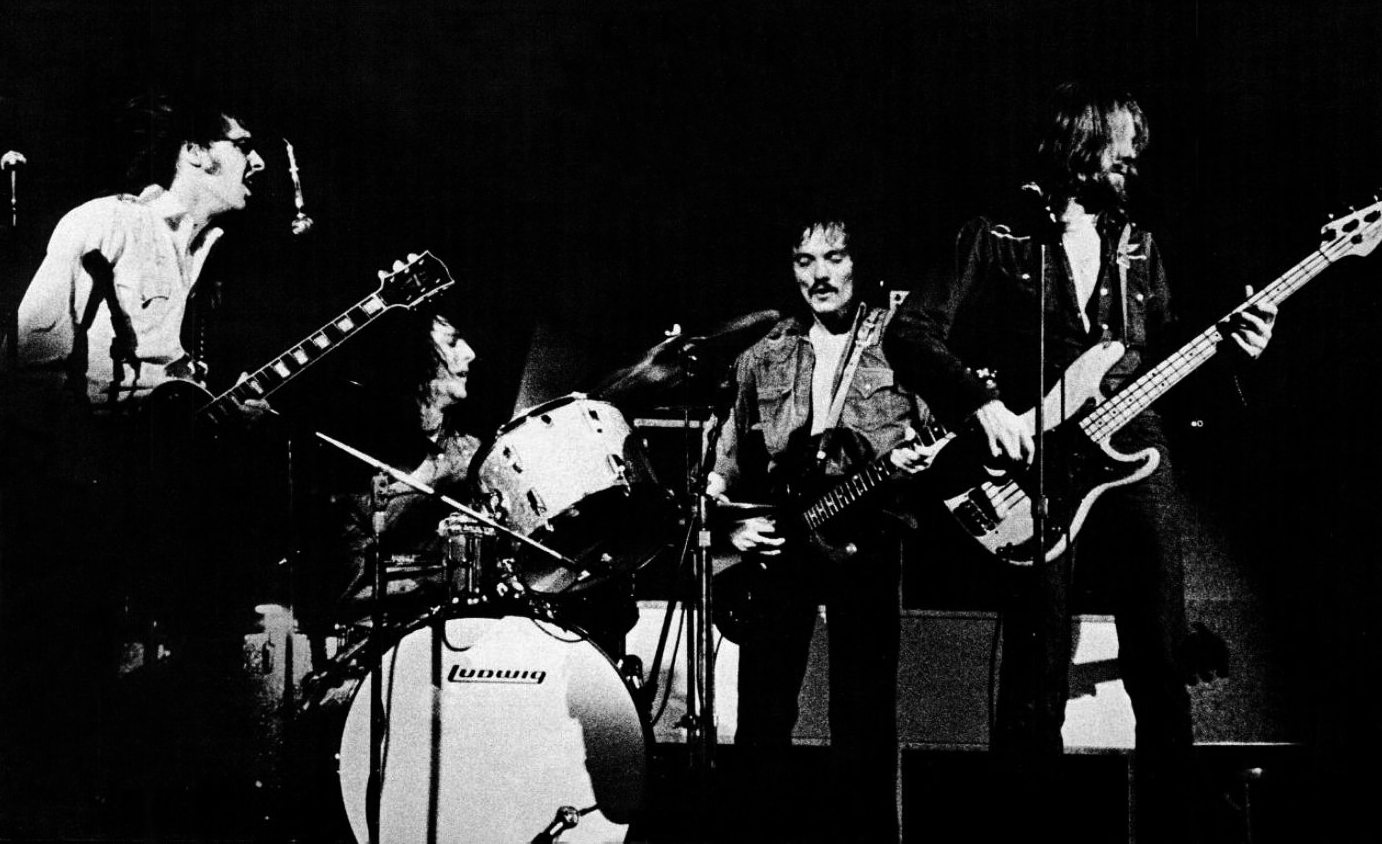
Humble Pie

De rockband Humble Pie werd in 1969 in Groot-Brittannië opgericht door Steve Marriott. Marriott had kort daarvoor Small Faces verlaten en besloot met Peter Frampton van The Herd, Greg Ridley van Spooky Tooth en Jerry Shirley om Humble Pie op te richten. 
De combinatie van deze vier muzikanten bleek uniek en hun eerste twee albums "As Safe As Yesterday Is" en "Town And Country" werden een groot succes. In Nederland had de groep in 1969 een hit met Natural born bugie (vaak foutief gespeld als Natural born boogie). Hun albums "Smokin'" en "Performance Rockin' the Fillmore" waren vooral in de Verenigde Staten erg succesvol. Met "Eat It" en "Thunderbox" werd een weg naar R&B ingeslagen, maar de magie was voorbij en de populariteit van de groep nam snel af. Met het beslist niet onverdienstelijke "Street Rats" keerde de groep terug naar zijn roots maar het einde bleek onvermijdelijk, al deden Steve Marriott en Jerry Shirley in 1980 nog een mislukte poging de groep nieuw leven in te blazen.
Hoewel het succes voortduurde tot in de jaren 70 kon de band zijn oorspronkelijke populariteit niet vasthouden. Frampton besloot in 1972 de groep te verlaten en werd vervangen door Clem Clempson. Marriott besloot zich later terug te trekken in het clubcircuit tot zijn dood in 1991.
In 2002 kwamen Jerry Shirley en Greg Ridley weer bij elkaar en namen samen met Bobby Tench en Dave Colwell het album “Back On Track” uit, dat echter weinig succesvol was. Ridley overleed op 19 november 2003.
De oorspronkelijk bandleden waren:
- Steve Marriott (zang en gitaar)
- Peter Frampton (zang en gitaar) - in 1972 vervangen door Dave "Clem" Clempson
- Greg Ridley (zang en basgitaar)
- Jerry Shirley (drums)

## Discografie

### Albums
| Album met eventuele hitnotering(en) in de Nederlandse Album Top 100 | Datum van verschijnen | Datum van binnenkomst | Hoogste positie | Aantal weken | Opmerkingen |
| ------------------------------------------------------------------- | --------------------- | --------------------- | --------------- | ------------ | ----------- |
| As safe as yesterday is                                             | 1969                  |                       |                 |              |             |
| Town and country                                                    | 1969                  |                       |                 |              |             |
| Humble Pie                                                          | 1970                  |                       |                 |              |             |
| Rock on                                                             | 1970                  |                       |                 |              |             |
| Performance Rockin' the Fillmore                                    | 1971                  |                       |                 |              |             |
| Smokin'                                                             | 1973                  |                       |                 |              |             |
| Eat it                                                              | 1974                  |                       |                 |              |             |
| Thunderbox                                                          | 1974                  |                       |                 |              |             |
| Street rats                                                         | 1975                  |                       |                 |              |             |
| On to victory                                                       | 1980                  |                       |                 |              |             |
| Go for the throat                                                   | 1981                  |                       |                 |              |             |
| The scrubbers sessions                                              | 1997                  |                       |                 |              |             |
| Back on track                                                       | 2002                  |                       |                 |              |             |
| Live at the Whiskey A-Go-Go '69                                     | 2002                  |                       |                 |              |             |

### Singles
| Single met eventuele hitnotering(en) in de Nederlandse Top 40 | Datum van verschijnen | Datum van binnenkomst | Hoogste positie | Aantal weken | Opmerkingen |
| ------------------------------------------------------------- | --------------------- | --------------------- | --------------- | ------------ | ----------- |
| Natural born bugie                                            |                       | 13-9-1969             | 6               | 9            |             |
| As safe as yesterday is                                       | 1969                  |                       |                 |              |             |
| The sad bag of shaky jake                                     | 1970                  |                       |                 |              |             |
| Big black dog                                                 |                       | 17-10-1970            | tip             |              |             |
| A song for Jenny                                              | 1971                  |                       |                 |              |             |
| I don't need no doctor                                        |                       | 23-10-1971            | tip             |              |             |